# Bruce Spence
Bruce Spence (ur. 17 września 1945 w Auckland) – nowozelandzki aktor, mieszkający i pracujący w Australii.

## Życiorys
Bruce Spence urodził się na północy Nowej Zelandii w największym mieście kraju – Auckland. Pomimo to, jego filmowa kariera związana jest z o wiele większą i dającą większe możliwości Australią i często aktor ten mylnie uznawany jest za Australijczyka.
Jako student sztuk pięknych Henderson High School pod koniec 1960 roku zetknął się z teatrem awangardowym, początkowo jako scenograf, a następnie, pod wpływem kolegów, jako aktor niewielkich ról. Jak sam przyznawał po latach to właśnie teatr był jego pierwszą miłością i do dziś uważa go za swoje prawdziwe rzemiosło.
Zadebiutował w roku 1973 w australijskiej komedii Tima Burstalla pt. Stork i aż do roli kapitana Gyro w filmie Mad Max 2 komedie (w których najczęściej grywał małe role) były jego domeną. W 1981 roku reżyser George Miller powierzył mu jedną z głównych ról w drugiej części opowieści o przygodach Szalonego Maxa i od tego momentu datuje się jego światowa kariera. Od tego czasu wystąpił w wielu głośnych filmach z których wiele uważanych jest obecnie za obrazy kultowe (Mad Max pod Kopułą Gromu, Gdzie jest Nemo, Matrix Rewolucje, Władca Pierścieni: Powrót króla, Gwiezdne wojny III, Opowieści z Narnii III). Nie obce mu był takie gatunki filmowe jak horrory, fantasy, s-f, melodramaty, filmy familijne. Pomimo tej różnorodności jego role na ogół, mniej lub bardziej, cechował swoisty komizm. Występował u boku takich gwiazd światowego kina jak: Mel Gibson, Dennis Hopper, Susannah York, Trevor Howard, Bill Hunter, Hugh Jackman, Nicole Kidman, Jim Carrey, Keanu Reeves, Laurence Fishburne, Ewan McGregor i in. Szczyt jego kariery przypadł na rok 2003.

## Życie prywatne
We wrześniu 1973 roku zawarł związek małżeński, który trwa do chwili obecnej. Z żoną Jane ma dwoje dzieci. Mieszka w Macmasters Beach w Nowej Południowej Walii w Australii.

## Filmografia
- 1971: Stork – Graham „Stork” Wallace (nagroda Hoytsa dla najlepszego występu)
- 1974: Samochody, które zjadły Paryż – Charlie
- 1981: Mad Max 2 – kapitan Gyro
- 1984: Tam, gdzie śnią zielone mrówki – Lance Hackett
- 1985: Mad Max 3 – kapitan Gyro
- 1987: Legenda o dzielnym Rob Royu (głos)
- 1989: Tanamera – Hammond
- 1995: Ace Ventura: Zew natury – Gahjii
- 1998: Mroczne miasto – pan Ściana
- 2001: Władca zwierząt – Annubis
- 2002: Ucieczka w kosmos – Idealny Falaak
- 2002: Królowa potępionych – Khayman
- 2003: Inspektor Gadżet 2 – Baxter
- 2003: Matrix Reaktywacja – Kolejarz
- 2003: Gdzie jest Nemo? – Chum
- 2003: Matrix Rewolucje – Trainman
- 2003: Władca Pierścieni: Powrót króla – rzecznik Saurona
- 2003: Piotruś Pan – Cookson
- 2005: Gwiezdne wojny: część III – Zemsta Sithów – Tion Medon
- 2006: Akwamaryna – Leonard
- 2006: Marzenia i Koszmary – Hans Morris
- 2008–2010: Miecz prawdy – Zedd
- 2008: Australia – dr Barker
- 2009: Cena życia – Barry Goldsworthy
- 2010: Opowieści z Narnii: Podróż Wędrowca do Świtu – lord Rhoop
- 2014: Ja, Frankenstein – Molokai
- 2016: Bogowie Egiptu – główny Sędzia